# Keeping the Nite Light Burning
Keeping the Nite Light Burning è il decimo album del gruppo AOR/hard rock britannico Magnum. Il disco è uscito nel 1993 per l'etichetta discografica Jet Records.

## Tracce
1. The Prize (versione originale su The Eleventh Hour) – 4:40
2. Heartbroke And Busted (versione originale su Goodnight L.A.) – 3:32
3. Foolish Heart (versione originale su Magnum II) – 2:56
4. Lonely Night (versione originale su Vigilante ) – 4:17
5. Start Talking Love (versione originale su Wings of Heaven) – 3:41
6. Only A Memory (versione originale su Goodnight L.A.) – 3:43
7. Need A Lot Of Love (versione originale su Vigilante) – 5:41
8. Maybe Tonight (versione originale su b side di Days of No Trust, outtake di Wings of Heaven) – 3:30
9. One Night Of Passion (versione originale su The Eleventh Hour) – 3:52
10. Without Your Love (versione originale outtake di Kingdom of madness) – 4:45
11. Shoot (versione originale su Goodnight L.A.) – 3:59
12. Soldier Of The Line (versione originale su Chase the Dragon) – 3:59

## Formazione
- Mark Stanway - tastiere
- Tony Clarkin - chitarra
- Bob Catley - voce
- Wally Lowe - basso
- Mickey Barker - batteria